# Fuquan Edwin
Fuquan Edwin (Paterson, Nueva Jersey, 17 de septiembre de 1991) es un exbaloncestista estadounidense. Con 1,98 metros de estatura, jugaba en la posición de alero.

## Trayectoria deportiva

### Universidad
Jugó cuatro temporadas con los Pirates de la Universidad Seton Hall, en las que promedió 12,9 puntos, 4,8 rebotes, 1,4 asistencias y 2,3 robos de balón por partido. En 2012 lideró la División I de la NCAA en balones robados, promediando 3,0 por partido, empatando con Jay Threatt de Delaware State. En su última temporada fue incluido en el segundo mejor quinteto de la Big East Conference, y elegido además como mejor defensor de la conferencia, el segundo jugador de su universidad en conseguir ese galardón, tras el logrado por Jerry Walker en 1993.

### Profesional
Tras no ser elegido en el Draft de la NBA de 2014, fue invitado por los Oklahoma City Thunder a participar en las Ligas de Verano de la NBA, en las que disputó tres partidos, promediando 1,3 puntos. En el mes de julio firmó contrato con el Pistoia Basket 2000 italiano, pero tras una lesión en septiembre en la que le pronosticaron dos meses de baja, fue despedido sin llegar a debutar.
El 24 de octubre fichó por los San Antonio Spurs, pero fue despedido al día siguiente. El 1 de noviembre fue seleccionado por los Sioux Falls Skyforce en el Draft de la NBA Development League en el puesto 15. Jugó una temporada en la que promedió 13,8 puntos y 4,3 rebotes por partido. Al término de la temporada fue incluido en el mejor quinteto defensivo de la liga. Ese verano fichó por los Guaros de Lara de la Liga Profesional de Baloncesto de Venezuela. Allí disputó ocho partidos, promediando 8,4 puntos y 1,7 rebotes.
En julio de 2015 fichó por el equipo israelí Ironi Nes Ziona, Disputó una temporada como titular, promediando 13,9 puntos, 4,4 rebotes y 2,7 robos de balón por partido.
En agosto de 2016 se marchó a disputar la liga australiana tras fichar por los Cairns Taipans, pero en enero de 2017 rompieron el contrato de mutuo acuerdo alegando razones personales. Hasta ese momento había promediado 8,1 puntos y 3,4 rebotes por partido. Pocos días después firmó contrato con el Sigal Prishtina de la liga de Kosovo, donde acabó la temporada promediando 10,1 puntos y 2,1 rebotes por encuentro.
En julio de 2017 fichó por el Kauhajoen Karhu de la Korisliiga finesa, pero solo llegó a disputar cinco partidos. En el mes de diciembre fue adquirido por los Raptors 905 de la G League.